# Кавалеры ордена Святого Георгия IV класса Ш
Кавалеры ордена Святого Георгия IV класса на букву «Ш» 
Список составлен по алфавиту персоналий. Приводятся фамилия, имя, отчество; звание на момент награждения; номер по списку Григоровича — Степанова (в скобках номер по списку Судравского); дата награждения. Лица, чьи имена точно идентифицировать не удалось, не викифицируются. Курсивом выделены кавалеры, получившие орден за службу в частях Восточного фронта Русской армии и Северной армии во время Гражданской войны.

## Ша
- Шабельский, Иван Петрович; генерал-майор; № 4032; 27 января 1827
- Шабельский, Мстислав Михайлович; поручик; 22 марта 1917 (посмертно)
- Шабельский, Пётр Петрович; подполковник; № 8239; 26 ноября 1849
- Шаберт, Карл Генрихович; подполковник; 5 мая 1917
- Шавгулидзе, Симон Иовович; поручик; 4 марта 1917
- Шавдия, Михаил Александрович; поручик; 25 сентября 1917
- Шавров, Валериан Васильевич; полковник; 2 апреля 1879
- Шаганов, Михаил Матвеевич[1]; майор; № 5904; 3 декабря 1839
- Шадурский, Василий Николаевич; корнет; 12 ноября 1916 (посмертно)
- Шадуэлл, Ноэль Лукас; старший лейтенант великобританской службы; 21 ноября 1917 (по другим данным 31 октября 1917)
- Шайдаров, Николай Фёдорович; майор; № 3150; 26 ноября 1816
- Шак, Адольф Вильгельмович фон; генерал-майор; 1877
- Шакобент, Александр Моисеевич; подполковник; № 5610; 29 ноября 1837
- Щакуло, Михаил Павлович; прапорщик; 17 октября 1915
- Шалацкий, Франц Станиславович; подполковник; № 10123; 26 ноября 1858
- Шалевич, Владислав Адольфович; генерал-майор; 18 июля 1916 (посмертно)
- Шаликов, Дмитрий; майор; № 5269; 1 декабря 1835
- Шаликов, Иван Дмитриевич; секунд-майор; № 514; 26 ноября 1787
- Шаликов, Иван Осипович; майор; № 9289; 6 февраля 1854
- Шаликов, Николай Осипович; майор; № 9292; 6 февраля 1854
- Шаликов, Семён Осипович; подполковник; № 8916; 1 февраля 1852
- Шальме, Фриц Германович; прапорщик; 1 июня 1915
- Шамборант, Виктор Иванович де; капитан; № 2655; 3 сентября 1813 (У Степанова—Григоровича дата ошибочно указана как 13 сентября 1813)
- Шамир-Хан-Мелик-Бегляров; полковник; № 7576; 1 января 1847
- Шампие, Георгий; поручик; 18 сентября 1916
- Шамшиев, Николай Николаевич; сотник; 18 июля 1917 (посмертно)
- Шамшев, Александр Яковлевич; генерал-майор; № 475; 26 ноября 1787
- Шамшев, Дмитрий; майор; № 9208; 26 ноября 1853
- Шамшев, Иван Карпович; полковник; № 4405; 6 августа 1830
- Шамшев, Пётр Николаевич; полковник; 23 мая 1916
- Шамшев, Семён Васильевич; подполковник; № 1777 (762); 26 апреля 1807
- Шамшев, Юрий Иванович; войсковой старшина; № 2521 (1154); 31 декабря 1812
- Шанаев, Хаджи-Мурза Адильгиреевич; подпоручик; 12 августа 1917
- Шангин, Игорь Антонович; сотник; 10 июня 1916
- Шанторов, Григорий Алексеевич; подполковник; № 7006; 4 декабря 1843
- Шанц, Иван Иванович фон; капитан 1-го ранга; № 7742; 26 ноября 1847
- Шаншиев, Захарий Самойлович; штабс-капитан; № 6906; 4 декабря 1843
- Шанявский, Антон Венедиктович; подполковник; № 9141; 26 ноября 1853
- Шапка, Антон Викентьевич; подполковник; № 8452; 26 ноября 1850
- Шаплет, Самуил Яковлевич де; лейтенант; № 936 (510); 24 сентября 1792
- Шаповалов, Василий Фёдорович; майор; № 7038; 4 декабря 1843
- Шаповалов, Федот Семёнович; подпоручик; 22 декабря 1915
- Шапошников, Василий Николаевич; штабс-капитан; 9 сентября 1915
- Шапошников, Георгий Александрович; поручик; 23 января 1917
- Шапошников, Дмитрий Дмитриевич; штабс-капитан; 18 сентября 1915
- Шапт-де-Ростиньяк, Карл Гаврилович; штабс-капитан; № 1996 (904); 16 июля 1808
- Шапулин, Алексей Иванович; поручик; 15 апреля 1915
- Шаравский, Сергей Мелентьевич; прапорщик; 17 апреля 1915
- Шарадзе, Христофор Устинович; поручик; 15 сентября 1917
- Шарапов, Лев Семёнович; полковник; № 354; 26 ноября 1782
- Шаремберг, Франц Францевич фон; капитан 2-го ранга; № 3133; 26 ноября 1816
- Шарий, Василий Евстратович; подполковник; 1 сентября 1915
- Шаристанов, Яков Григорьевич; полковник; № 8874; 1 февраля 1852
- Шарнгорст, Вильгельм фон; поручик прусской службы; № 2847; 28 февраля 1814 (de:Wilhelm von Scharnhorst)
- Шарнгорст, Василий Львович; генерал-майор; № 6396; 5 декабря 1841
- Шаров, Василий Степанович; генерал-майор; 25 ноября 1916
- Шарпантье, Роман Фёдорович; штабс-капитан; 7 ноября 1916 (посмертно)
- Шарпе, Александр Петрович; подполковник; № 8234; 26 ноября 1849
- Шарыгин, Николай Михайлович; полковник; № 5141; 1 декабря 1835
- Шаталов, Тимофей Андреевич; майор; № 2507 (1140); 23 декабря 1812
- Шатилов, Александр Александрович; капитан 2-го ранга; № 7642; 1 января 1847
- Шатилов, Виктор Александрович; подполковник; № 9955; 26 ноября 1856
- Шатилов, Иван Васильевич; майор; № 3216; 26 ноября 1816
- Шатилов, Иван Яковлевич; подполковник; № 2189 (976); 28 июля 1810
- Шатилов, Кирилл Андреевич; капитан 1-го ранга; № 797 (410); 9 февраля 1791
- Шатилов, Мстислав Всеволодович; штабс-капитан; 21 августа 1915 (посмертно)
- Шатилов, Павел Николаевич (1881); подполковник; 9 июня 1915
- Шатилович, Карл Магнус; поручик; № 9308; 19 мая 1854
- Шатковский, Николай Владиславович; полковник; 25 марта 1915
- Шатов, Василий Николаевич; подполковник; № 8694; 26 ноября 1851
- Шатов, Василий Семёнович; подпоручик; 15 октября 1916
- Шау, Василий Иванович; полковник; № 2317; 26 ноября 1811
- Шауман, Пётр Иванович; подполковник; № 9142; 26 ноября 1853
- Шауров, Владимир Васильевич; прапорщик; 1 июня 1915
- Шафаростов, Владимир Ефимович; прапорщик; 7 декабря 1915
- Шафгаузен-Шенберг-Эк-Шауфус, Дмитрий Николаевич; ротмистр; № 10245; 27 июня 1867
- Шафоростов, Григорий; подполковник; № 5454; 6 декабря 1836
- Шафранов, Владимир Николаевич; полковник; 27 января 1917 (посмертно)
- Шафранов, Дмитрий Дмитриевич; капитан-лейтенант; № 9977; 26 ноября 1856
- Шафранский, Людвиг Михайлович; подполковник; № 5184; 1 декабря 1835
- Шафров, Александр Никанорович; капитан 1-го ранга; № 5741; 1 декабря 1838
- Шафров, Дмитрий; подполковник; № 1101; 26 ноября 1794
- Шафров, Павел Никанорович; капитан 1-го ранга; № 5743; 1 декабря 1838
- Шахазизов, Захарий Агапиевич; майор; № 8772; 26 ноября 1851
- Шахеев, Андрей Фёдорович; штабс-капитан; № 8829; 26 ноября 1851
- Шахмазянц, Арсен; подпоручик; 15 сентября 1917
- Шахназаров, Андрей Павлович; поручик; 2 июня 1915
- Шаховской, Александр Яковлевич; полковник; № 6747; 3 декабря 1842
- Шаховской, Иван Андреевич; полковник; № 201 (168); 26 ноября 1772
- Шаховской, Иван Леонтьевич; капитан; № 1160 (590); 1 января 1795
- Шаховской, Михаил; капитан 1-го ранга; № 5408; 6 декабря 1836
- Шаховской, Николай Леонтьевич; премьер-майор; № 822 (435); 25 марта 1791
- Шахтмейер, Карл фон; майор прусской службы; № 2940; 19 июля 1814 (нем. Karl von Schachtmeyer)
- Шашкевич, Юлиан Яковлевич; подполковник; № 6515; 5 декабря 1841

## Шв
- Шван, Карл Карлович[2]; полковник; № 7191; 17 декабря 1844
- Шван, Николай Карлович; лейтенант; № 9601; 11 мая 1855
- Шванвич, Дмитрий Николаевич; генерал-майор; № 8165; 26 ноября 1849
- Шванебах, Христиан Фёдорович; генерал-майор; № 1830; 26 ноября 1807
- Шварц, Адам Адамович; майор; № 2124; 26 ноября 1809
- Шварц, Алексей Владимирович фон; капитан; 28 сентября 1905
- Шварц, Владимир Максимович; генерал-майор; № 8598; 26 ноября 1851
- Шварц, Вячеслав Аркадьевич; полковник; 24 ноября 1917
- Шварц, Григорий Ефимович; генерал-майор; № 4302; 19 декабря 1829
- Шварц, Иван; секунд-майор; № 1281; 26 ноября 1795
- Шварц, Михаил Павлович; лейтенант; № 9543; 6 декабря 1854
- Шварц, Николай Фёдорович; полковник; № 5397; 6 декабря 1836
- Шварц, Пётр Иванович; полковник; № 6734; 3 декабря 1842
- Шварценберг, Карл; капитан; № 648 (333); 22 августа 1789
- Шведер, Борис Иванович; полковник; № 4699; 21 декабря 1832
- Шведер, Егор Михайлович; полковник; № 4082; 26 ноября 1827
- Шведов, Константин Павлович; поручик; 26 августа 1919
- Швейцер; премьер-майор; № 908 (482); 18 марта 1792
- Швейцер, Иван Христианович; майор; № 6837; 3 декабря 1842
- Швембергер, Владимир Иванович; подпоручик; 9 ноября 1915 (посмертно)
- Швенднер, Александр Игнатьевич; капитан-лейтенант; № 7321; 17 декабря 1844
- Швенднер, Александр Иосифович; капитан; № 10081; 26 ноября 1857
- Швенднер, Андрей Игнатьевич; капитан 2-го ранга; № 9102; 26 ноября 1853
- Шверин, Константин Константинович; генерал-майор; 13 февраля 1905
- Швецов, Сергей Александрович; штабс-капитан; 18 июля 1917
- Швиндт, Николай Владимирович; капитан; 11 марта 1915 (посмертно)

## Ше
- Шебалин, Сергей Константинович; поручик; 28 июля 1915
- Шебашев, Николай Михайлович; полковник; № 9067; 26 ноября 1853
- Шебашев, Тимофей Никифорович; майор; в должности командира 1-й половины лабораторной роты №2 Корпуса морской артиллерии; № 9440; 26 ноября 1854, за «выслугу 25 лет в офицерских чинах»[3]
- Шебашов, Афанасий Дмитриевич; майор; № 5292; 1 декабря 1835
- Шебеко, Адальберт Юлианович; полковник; № 9691; 26 ноября 1855
- Шебеко, Иосиф Францевич; полковник; № 5152; 1 декабря 1835
- Шебеко, Франц Иванович; генерал-майор; № 4931; 3 декабря 1834
- Шебуев, Егор Козьмич; капитан 3-го ранга; № 3858; 12 декабря 1824
- Шебуранов, Яков Емельянович; полковник; 25 апреля 1915
- Шевалье-де-Вильно, Франц Николаевич; капитан; № 74 (75); 1 ноября 1770
- Шевандин, Павел Васильевич; генерал-майор; № 4429; 18 декабря 1830
- Шевич, Георгий Иванович; генерал-майор; № 447; 26 ноября 1786
- Шевич, Иван Егорович; генерал-майор; № 2203; 26 ноября 1810
- Шевич, Михаил Николаевич; полковник; № 8332; 28 ноября 1849
- Шевкопляс, Иван Дмитриевич; прапорщик; 31 октября 1917
- Шевляков, Сергей Корнилович; полковник; № 1319; 26 ноября 1802
- Шевнин, Нил Иванович; майор; № 1973 (881); 20 мая 1808
- Шевцов, Иван Иванович; подпоручик; 22 марта 1917
- Шевцов, Иван Яковлевич; штабс-капитан; 6 июля 1915
- Шевченко, Василий Сергеевич; прапорщик; 31 декабря 1916
- Шевченко, Георгий Фёдорович; подполковник; 23 сентября 1915 (?)
- Шевченко, Григорий Антонович; поручик; 13 января 1915 (посмертно)
- Шевченко, Дмитрий Яковлевич; поручик; 19 мая 1915
- Шевченко, Николай Максимович; прапорщик; 7 февраля 1917 (посмертно)
- Шевченко, Павел Евтихиевич; подпоручик; 14 октября 1916
- Шевченко, Фёдор Яковлевич; подполковник; 28 июля 1917
- Шевчук, Владимир Диомидович; подполковник; 18 октября 1917
- Шевчук, Семён Фомич; капитан; 17 октября 1915 (посмертно)
- Шевяков, Василий Юдич; подполковник; № 3407; 15 февраля 1819
- Шевяков, Николай Фёдорович; поручик; 23 мая 1916
- Шегай, Иван Епифанович; поручик; 11 января 1917
- Шеин, Пётр Семёнович; полковник; № 3185; 26 ноября 1816
- Шейдеман, Карл Фёдорович; генерал-майор; № 9634; 26 ноября 1855
- Шейдеман, Сергей Михайлович; генерал от кавалерии; 22 октября 1914
- Шейн, Людвиг Христианович; майор; № 8282; 26 ноября 1849
- Шекаразин, Степан Петрович; капитан; № 6133; 3 декабря 1839
- Шекола, Викентий Иванович; подполковник; № 9730; 26 ноября 1855
- Шелаев, Андрей Иванович; штабс-капитан; № 6677; 8 апреля 1842
- Шелапутин, Михаил Никифорович; поручик; 25 сентября 1917
- Шелашников, Николай Иванович; генерал-майор; № 4046; 26 ноября 1827
- Шелгунов, Иван Силыч; капитан 2-го ранга; № 855; 26 ноября 1791
- Шеле, Александр Густавович; подполковник; № 5599; 29 ноября 1837
- Шеле, Антон Кириллович; капитан 1-го ранга; № 9654; 26 ноября 1855
- Шеле, Густав Христианович; подполковник; № 2018; 26 ноября 1808
- Шеле, Христиан Густавович; майор; № 5265; 1 декабря 1835
- Шелегов, Захар; секунд-майор; № 1016; 26 ноября 1793
- Шеленговский, Иван Иванович; поручик; 31 октября 1917 (посмертно)
- Шелепин, Михаил Сидорович[4]; капитан-лейтенант; № 7508; 12 января 1846
- Шелетаев, Василий Иванович; подполковник; 26 августа 1916
- Шелин, Владимир Владимирович; поручик; 4 марта 1917
- Шелихов, Сергей Николаевич; подпоручик; 8 апреля 1915 (посмертно)
- Шелковников, Бегбут Мартиросович; штабс-капитан; № 10227; 13 июля 1864
- Шелковников, Григорий Артемьевич; полковник; 7 января 1916
- Шеллер; генерал-майор прусской службы; № 2711; 8 октября 1813
- Шеломок, Василий Павлович; штабс-капитан; 25 июня 1916
- Шель, Давид фон; секунд-майор; № 1128; 26 ноября 1794
- Шельтинг, Владимир Владимирович; капитан 2-го ранга; 3 сентября 1905
- Шельтинг, Роман Петрович; капитан 1-го ранга; № 1529; 26 ноября 1803
- Шеметилло, Анатолий Иванович; прапорщик; 8 июля 1915
- Шеметилло, Николай Михайлович; капитан; № 10255; 30 августа 1869
- Шемиот, Павел Леонтьевич; полковник; № 2770; 30 декабря 1813
- Шемякин, Александр; поручик; 5 мая 1917
- Шемякин, Николай Степанович; подполковник; № 268 (221); 26 ноября 1775
- Шемякин, Сергей; капитан; № 8113; 26 ноября 1848
- Шёнбург-Вальденбург, Отто Виктор; полковник саксонской службы; № 2970; 31 августа 1814 (de:Otto Victor I. von Schönburg)
- Шендюк, Павел Семёнович; подполковник; № 4101; 26 ноября 1827
- Шенерт, Иван Иванович; секунд-майор; № 368; 26 ноября 1782
- Шенерт, Павел Христофорович; капитан; № 5503; 6 декабря 1836
- Шенерт, Христофор Иванович; подполковник; № 1373; 26 ноября 1802
- Шенк, Леонтий Иванович; майор; № 5487; 6 декабря 1836
- Шенне, Карл; майор; № 3225; 26 ноября 1816
- Шенфельд, Франц Иванович; майор; № 6070; 3 декабря 1839
- Шеншин, Алексей Николаевич; полковник; № 1700 (686); 24 февраля 1806
- Шеншин, Владимир Николаевич; полковник; № 3169; 26 ноября 1816
- Шеншин, Илья Парменович; полковник; № 7548; 1 января 1847
- Шеншин, Фёдор Матвеевич; подполковник; № 1073 (558); 9 ноября 1794
- Шепатовский, Павел Дмитриевич; подпоручик; 30 декабря 1915 (посмертно)
- Шепелев, Александр Дмитриевич; прапорщик; № 1184 (614); 1 января 1795
- Шепелев, Александр Иванович; полковник; № 6207; 11 декабря 1840
- Шепелев, Андрей Иванович; подполковник; № 5418; 6 декабря 1836
- Шепелев, Дмитрий Дмитриевич; премьер-майор; № 1197 (627); 26 ноября 1795
- Шепелев, Дмитрий Лазаревич (Азарьевич?); подполковник; № 4095; 26 ноября 1827
- Шепелев, Иван Васильевич; полковник; № 3904; 26 ноября 1826
- Шепелев, Пётр Амплиевич; полковник; № 202 (169); 26 ноября 1772
- Шепелев, Фёдор Михайлович; подполковник; № 4832; 25 декабря 1833
- Шепель, Владимир Григорьевич; подполковник; 31 октября 1917
- Шепель, Георгий Яковлевич; подполковник; 31 декабря 1916
- Шепилов, Алексей Никитич; премьер-майор; № 54 (55); 1 ноября 1770
- Шептицкий, Иосиф Ромуальдович; подполковник; 14 июня 1915
- Шепф, Пётр Петрович; капитан; № 9212; 26 ноября 1853
- Шепырев, Николай Петрович; лейтенант; № 3384; 12 декабря 1817
- Шердаков, Сергей Афанасьевич; прапорщик; 5 ноября 1915
- Шереметев, Сергей Алексеевич; поручик; № 10144; 2 февраля 1859
- Шереметев, Сергей Васильевич; генерал-майор; № 4271; 9 июня 1829
- Шереметов, Александр Васильевич; полковник; 30 июля 1905
- Шеремецинский, Николай Валерианович; подпоручик; 27 сентября 1916
- Шерстнев, Иван Козьмич; полковник; № 767; 26 ноября 1790
- Шерстнев, Михаил Иванович; прапорщик; 18 октября 1917 (посмертно)
- Шершеневич, Феликс Григорьевич; подполковник; № 9390; 26 ноября 1854
- Шестаков, Александр Александрович; поручик; 6 сентября 1917
- Шестаков, Александр Иванович; капитан; № 6880; 3 декабря 1842
- Шестаков, Александр Павлович; лейтенант; 16 мая 1877
- Шестаков, Африкан Иванович; капитан; № 9214; 26 ноября 1853
- Шестаков, Георгий Иванович; подполковник; № 7801; 26 ноября 1847
- Шестаков, Иван Ильич; поручик; 21 ноября 1916
- Шестаков, Пётр Алексеевич; капитан-лейтенант; № 9599; 11 мая 1855
- Шестаков, Пётр Иванович; подполковник; № 5427; 6 декабря 1836
- Шестериков, Аверкий Васильевич; прапорщик; № 9284; 4 января 1854
- Шестинский, Яков; подполковник; № 970; 26 ноября 1792
- Шестиперов, Павел Иванович; поручик; 31 июля 1917 (посмертно)
- Шетаев, Николай Иванович; подполковник; № 10056; 26 ноября 1857
- Шетохин, Капитон Борисович; майор; № 2896; 18 марта 1814
- Шефлер, Михаил Евстафьевич; генерал-майор; № 8852; 1 февраля 1852
- Шефлер, Пётр Христианович; подполковник; № 8227; 26 ноября 1849
- Шеховцев, Михаил Петрович; полковник; № 4073; 26 ноября 1827
- Шешуков, Николай Иванович; капитан 2-го ранга; № 640 (325); 26 июня 1789

## Ши
- Шибаев, Сергей Семёнович; майор; № 2130; 26 ноября 1809
- Шибуняев, Максим Данилович; прапорщик; 7 ноября 1915 (посмертно)
- Шивцов, Сергей Иванович; есаул; 14 июня 1915 (посмертно)
- Шигаев, Искандер Дигантиевич; прапорщик; 31 октября 1917 (посмертно)
- Шигорин, Александр Павлович; полковник; 1 апреля 1917 (посмертно)
- Шигорин, Виктор Николаевич; капитан; 12 июля 1915
- Шигорин, Дмитрий; полковник; № 5174; 1 декабря 1835
- Шигорин, Пётр; майор; № 4384; 19 декабря 1829
- Шидловский, Иван Иванович; майор; № 6078; 3 декабря 1839
- Шидловский, Леонид Ростиславович; полковник; 17 октября 1915
- Шидокирский, Иван Григорьевич; подполковник; № 5778; 1 декабря 1838
- Шик, Ксаверий Владиславович; прапорщик; 9 октября 1917 (посмертно)
- Шикарин, Николай Захарович; майор; № 6621; 5 декабря 1841
- Шилин, Василий Тихонович; подполковник; № 8719; 26 ноября 1851
- Шиллинг (Шилин), Лев Карлович; подполковник; № 670 (355); 26 ноября 1789
- Шиллинг, Александр Львович; полковник; № 3914; 26 ноября 1826
- Шиллинг, Александр Николаевич; мичман; 23 февраля 1904
- Шиллинг, Иван Григорьевич; ротмистр; № 1382; 26 ноября 1802
- Шиллинг, Николай Николаевич; полковник; 26 апреля 1915
- Шиллинг, Николай Николаевич (майор); секунд-майор; № 409; 26 ноября 1784
- Шиллинг, Пётр Григорьевич; генерал-майор; № 1462; 15 декабря 1802
- Шиллинг, Франц Фёдорович фон; полковник; № 8182; 26 ноября 1849
- Шиллинг, Яков Васильевич; ротмистр; № 2931; 3 мая 1814
- Шилов, Виктор Васильевич; капитан; 1 апреля 1917
- Шилов, Иван Фёдорович; подполковник; № 8217; 26 ноября 1849
- Шильдбах, Константин Константинович; генерал-майор; 8 ноября 1914
- Шильдер, Александр Евгеньевич; штабс-капитан; 4 марта 1917
- Шильдер, Карл Андреевич; генерал-майор; № 4169; 22 сентября 1828
- Шильников, Фёдор Фёдорович; сотник; 25 сентября 1917 (посмертно)
- Шимановский, Владислав Иосифович; капитан; 30 декабря 1915
- Шимановский, Павел Никифорович; подполковник; 27 мая 1908
- Шимановский, Пётр Александрович; капитан; 25 сентября 1917
- Шиманский, Андрей Иванович; майор; № 10213; 22 июня 1862
- Шиманский, Иван Антонович; поручик; 18 сентября 1916 (посмертно)
- Шимкевич, Викентий Фаддеевич; майор; № 5305; 1 декабря 1835
- Шимкович, Григорий Иванович; майор; № 9816; 26 ноября 1855
- Шимраев, Иван Васильевич[5]; штабс-капитан; № 4177; 28 октября 1828
- Шимченко, Степан Фёдорович; полковник; 5 февраля 1916 (посмертно)
- Шинин, Василий Яковлевич; прапорщик; 8 ноября 1917
- Шипин, Анемподист Иванович; капитан; № 8999; 1 февраля 1852
- Шипов, Иван Павлович; полковник; № 4040; 27 октября 1827
- Шипов, Павел Дмитриевич; генерал-майор; 3 февраля 1915
- Шипов, Сергей Павлович; генерал-лейтенант; № 5095; 1 декабря 1835
- Шипулинский, Николай Николаевич; штабс-капитан; 6 сентября 1917
- Шипунов, Гавриил Захарович; капитан-лейтенант; № 4016; 26 ноября 1826
- Шипунов, Иван Захарович; капитан-лейтенант; № 5641; 29 ноября 1837
- Шипунов, Константин Васильевич; капитан; 31 июля 1917
- Шипунов, Николай Иванович; подполковник; 21 ноября 1916
- Шипшев, Темирхан Актолович; полковник; 24 марта 1880
- Ширинский, Михаил Иванович; подполковник; 8 июля 1900
- Ширинский-Шихматов, Иван Владимирович; капитан-лейтенант; № 9537; 6 декабря 1854
- Ширман, Вильгельм Карлович; полковник; № 3638; 13 февраля 1823
- Ширман, Фёдор Карлович; полковник; № 3631; 13 февраля 1823
- Ширмахер, Александр Генрихович; штабс-капитан; 25 сентября 1917
- Ширмо-Щербинский, Фёдор Осипович; полковник; № 4689; 21 декабря 1832
- Широков, Виктор Павлович; генерал-лейтенант; 17 апреля 1915
- Широкой, Григорий Фёдорович; подполковник; № 4364; 19 декабря 1829
- Ширшов, Иван Георгиевич; штабс-капитан; 25 мая 1916
- Ширяев, Александр Владимирович; мичман; 26 сентября 1905
- Ширяев, Василий Алексеевич; поручик; 1 июня 1915
- Ширяев, Василий Михайлович; поручик; 7 апреля 1915
- Шихлинский, Али-Ага Исмаил-Ага оглы; капитан; 28 сентября 1905
- Шихманов, Яков Ананьевич; капитан-лейтенант; № 5490; 6 декабря 1836
- Шихматов, Сергей Александрович[6]; капитан 2-го ранга; № 4112; 26 ноября 1827
- Шихов, Иван Алексеевич; поручик; № 6158; 3 декабря 1839
- Шиц; полковник прусской службы; № 3390; 24 сентября 1819
- Шиц, Иван Иванович; полковник; № 3715; 26 ноября 1823
- Шицилов, Алексей Васильевич; подполковник; № 8930; 1 февраля 1852
- Шишкевич, Иван Иванович; подполковник; № 6478; 5 декабря 1841
- Шишкевич, Михаил Иванович; генерал-лейтенант; 16 августа 1916
- Шишкин, Александр Андреевич; ротмистр; № 5874; 1 декабря 1838
- Шишкин, Андрей Александрович; полковник; № 8424; 26 ноября 1850
- Шишкин, Георгий Васильевич; прапорщик; 24 апреля 1915
- Шишкин, Матвей Матвеевич; подполковник; № 3341; 12 декабря 1817
- Шишкин, Михаил Иванович; генерал-лейтенант; 11 марта 1915
- Шишкин, Николай Андреевич; секунд-майор; № 1201 (632); 26 ноября 1795
- Шишкин, Николай Иванович; подполковник; № 7216; 17 декабря 1844
- Шишкин, Николай Матвеевич; полковник; № 4973; 3 декабря 1834
- Шишкин, Пётр Иванович; капитан 1-го ранга; № 410; 26 ноября 1784
- Шишкин, Фёдор Андреевич; подполковник; № 3406; 15 февраля 1819
- Шишко, Александр Фаддеевич; подполковник; № 8027; 26 ноября 1848
- Шишков, Николай Антонович; полковник; № 1092; 26 ноября 1794
- Шишковский, Карл Осипович; майор; № 8535; 26 ноября 1850
- Шишлов, Гавриил Иванович; ротмистр; 24 апреля 1915
- Шишмарёв, Василий Дмитриевич; капитан 1-го ранга; № 6472; 5 декабря 1841
- Шишмарёв, Глеб Семёнович; капитан-лейтенант; № 3688; 13 февраля 1823
- Шишмарёв, Дмитрий Семёнович; капитан 2-го ранга; № 2230; 26 ноября 1810
- Шишмарёв, Иван Иванович; штабс-капитан; 9 июня 1915 (посмертно)
- Шишмарёв, Николай Дмитриевич; лейтенант; № 4030; 26 ноября 1826
- Шишмарёв, Фёдор Васильевич; капитан 2-го ранга; № 932 (506); 31 августа 1792
- Шишуков, Павел Николаевич; капитан-лейтенант; № 3867; 12 декабря 1824

## Шк
- Шкадышек, Михаил Фёдорович; подполковник; 13 января 1915
- Шкапский, Михаил Андреевич; подполковник; № 1509; 26 ноября 1803
- Шкарин, Анатолий Викторович; подпоручик; 5 мая 1917
- Шкарин, Виталий Александрович; поручик; 29 октября 1917 (посмертно)
- Шкарупа, Тимофей Ефремович; штабс-капитан; 4 марта 1917
- Шкларевич, Николай Иванович; майор; № 9450; 26 ноября 1854
- Шкляревич, Ксенофонт Николаевич; капитан; № 9002; 1 февраля 1852
- Шкляревич, Николай Петрович; полковник; № 10170; 26 ноября 1859
- Шкляревский, Пётр Васильевич; подполковник; № 6044; 3 декабря 1839
- Шкот, Андрей Андреевич; полковник; № 174; 13 ноября 1771
- Шкуп, Владислав Адамович; подполковник; № 9304; 19 мая 1854
- Шкура, Ананий Николаевич; майор; № 9171; 26 ноября 1853
- Шкуратов, Эраст Петрович; подполковник; 23 мая 1916
- Шкурин, Александр Сергеевич; генерал-майор; № 4324; 19 декабря 1829
- Шкурин, Павел Сергеевич; генерал-майор; № 4777; 25 декабря 1833

## Шл
- Шлегель, Александр Карлович; подполковник; № 8003; 26 ноября 1848
- Шлегель, Людвиг Леопольдович; подполковник; № 9745; 26 ноября 1855
- Шлейн (Шлеин), Михаил Иванович; капитан 2-го ранга; № 7030; 4 декабря 1843
- Шлейн, Фёдор Мартынович; полковник; № 6754; 3 декабря 1842
- Шлейснер, Николай Александрович; полковник; 11 марта 1915
- Шлиппенбах, Антон Егорович; майор; № 3231; 26 ноября 1816
- Шлиппенбах, Егор Антонович фон; капитан-лейтенант; № 3526; 6 июня 1821
- Шлиппенбах, Константин Антонович; генерал-майор; № 5355; 6 декабря 1836
- Шлиссель, Семён Семёнович; премьер-майор; № 318; 26 ноября 1780
- Шлиттер, Александр Петрович; подпоручик; № 8136; 17 января 1849
- Шлиттер, Александр Петрович 2-й; штабс-капитан; № 9901; 19 марта 1856
- Шлиттер, Владимир Петрович; капитан; 31 июля 1877
- Шлиттер, Иван Иванович; полковник; № 3932; 26 ноября 1826
- Шлиттер, Николай Петрович; поручик; № 10145; 2 февраля 1859
- Шлиттер, Фёдор Самойлович[7]; подполковник; № 4374; 19 декабря 1829
- Шлихтен, Генрих Мартынович; поручик; № 1286; 26 ноября 1795
- Шлихтер, Александр Иванович; подполковник; № 8933; 1 февраля 1852
- Шляков, Яков Матвеевич; майор; № 9811; 26 ноября 1855

## Шм
- Шмаков, Михаил Васильевич; подполковник; № 7221; 17 декабря 1844
- Шмаков, Михаил Николаевич; капитан; № 8823; 26 ноября 1851
- Шмаков, Павел Валерианович; штабс-капитан; 4 марта 1917
- Шмаков, Павел Васильевич; подполковник; № 8728; 26 ноября 1851
- Шмаленг (Шмаленз), фон; полковник прусской службы; № 2781; 17 января 1814
- Шмаров, Тимофей Андреевич; майор; № 3987; 26 ноября 1826
- Шматко, Иван Иванович; прапорщик; 15 января 1917 (посмертно)
- Шмелёв, Александр Андреевич; подполковник; 9 июня 1915
- Шмелёв, Фёдор Михайлович; генерал-майор; № 9050; 26 ноября 1853
- Шмерлинг, Николай Семёнович; поручик; 9 июня 1915
- Шмидт, Александр Христианович; полковник; № 3644; 13 февраля 1823
- Шмидт, Владимир Петрович; лейтенант; № 9626; 16 ноября 1855
- Шмидт, Владимир Фёдорович; подпоручик; 5 февраля 1916
- Шмидт, Георгий Мартынович; прапорщик; 23 сентября 1915
- Шмит, Андрей Иванович фон; капитан; № 2 (2); 12 марта 1770
- Шмит, Захар Захарович; инженер-капитан; № 622 (306); 14 апреля 1789
- Шмит, Николай Николаевич; ротмистр; 10 июня 1915
- Шмит, Отто Карлович; полковник; № 5702; 1 декабря 1838
- Шмит, Христиан Карлович; майор; № 4891; 25 декабря 1833
- Шмурло, Франц Осипович; полковник; № 10169; 26 ноября 1859

## Шн
- Шнабель, Карл Карлович; капитан; № 7336; 17 декабря 1844
- Шнейдер, Карл фон; полковник австрийской службы; № 3481; 26 апреля 1821
- Шнейдерс, Роберт Васильевич; майор; № 6069; 3 декабря 1839
- Шнель, Александр Андреевич; полковник; № 5142; 1 декабря 1835
- Шнеур, Николай Яковлевич; капитан; 12 апреля 1878
- Шнитко, Степан Иванович; поручик; 9 июня 1915
- Шнитников, Фёдор; майор; № 5279; 1 декабря 1835
- Шныров, Пётр; войсковой старшина; 26 июня 1919 (посмертно)

## Шо
- Шокгоф, Александр Мартынович; подполковник; № 3651; 13 февраля 1823
- Шоколи, Александр Александрович; штабс-капитан; 26 ноября 1916
- Шолковский, Михаил Дмитриевич; поручик; 22 мая 1917
- Шольте, Владимир Иванович; полковник; 5 ноября 1916
- Шольц фон Ашерслебен, Сергей Константинович; штабс-капитан; 25 ноября 1916 (посмертно)
- Шонерт, Евстафий Петрович; полковник; № 6711; 3 декабря 1842
- Шонерт, Павел Петрович; майор; № 6811; 3 декабря 1842
- Шорин, Василий Иванович; подполковник; 21 августа 1915
- Шорин, Дмитрий Михайлович; подпоручик; № 4658; 25 декабря 1831
- Шорин, Пётр Сергеевич; генерал-майор; 25 мая 1917
- Шорохов, Пётр Михайлович; подпоручик; № 10239; 25 декабря 1866
- Шостак, Александр Андреевич; полковник; № 7578; 1 января 1847
- Шостак, Александр Антонович; капитан; № 2876; 13 марта 1814
- Шостак, Александр Ильич; полковник; № 2088; 26 ноября 1809
- Шостак, Василий Евменьевич; полковник; № 9697; 26 ноября 1855
- Шостак, Иван Андреевич; капитан-лейтенант; № 887 (461); 29 февраля 1792
- Шостаков, Герасим Алексеевич; полковник; № 2322; 26 ноября 1811
- Шостаков, Павел Андреевич; капитан 1-го ранга; № 1414; 26 ноября 1802
- Шостаковский, Адам Иванович; подполковник; № 5810; 1 декабря 1838
- Шостенко, Иван Данилович; подполковник; № 5185; 1 декабря 1835
- Шошин, Яков Герасимович; полковник; № 486; 26 ноября 1787 (по другим данным награждён в 1770 году)

## Шп
- Шпадиер, Василий Иванович; подполковник; № 9958; 26 ноября 1856
- Шпаковский, Аркадий Альбертович; штабс-капитан; 7 апреля 1915
- Шпанка, Никон Харлампиевич; прапорщик; 25 ноября 1916 (посмертно)
- Шпаровский, Андрей Яковлевич; майор; № 9995; 26 ноября 1856
- Шпейер, Василий Абрамович; капитан 2-го ранга; № 7465; 12 января 1846
- Шперберг, Иван Яковлевич; штабс-ротмистр; № 1911 (817); 1 декабря 1807
- Шпигоцкий, Владимир Григорьевич; капитан; № 8309; 26 ноября 1849
- Шпилев, Василий Иванович; полковник; 31 октября 1917
- Шпилев, Иван Иванович; полковник; 2 апреля 1917 (посмертно)
- Шпилевский, Леонтий Осипович; полковник; № 6429; 5 декабря 1841
- Шпилиотов, Пётр Алексеевич; майор; № 5828; 1 декабря 1838
- Шпицберг, Евгений Ростиславович; прапорщик; 29 апреля 1915 (посмертно)
- Шпицберг, Константин Егорович; капитан 1-го ранга; № 8608; 26 ноября 1851
- Шпицберг, Павел Егорович; капитан 1-го ранга; № 7200; 17 декабря 1844
- Шпонкин, Арсений Сергеевич; подпоручик; 13 ноября 1916
- Шпрингер, Иван Иванович; генерал-поручик; № 77; 25 ноября 1770

## Шр
- Шрамков, Пётр Порфирьевич; полковник; 28 августа 1917
- Шрамм, Андрей Андреевич; полковник; № 5719; 1 декабря 1838
- Шрамм, Фёдор Андреевич; генерал-майор; № 5104; 1 декабря 1835
- Шрамченко, Иван Пантелеевич; капитан; № 7100; 4 декабря 1843
- Шредер, Вильгельм Генрихович; поручик; 25 мая 1916
- Шредер, Эдуард Сергеевич; полковник; № 4199; 25 декабря 1828
- Шрейбер, Иван Петрович; генерал-майор; № 6182; 11 декабря 1840
- Шрейдер, Валериан Петрович; полковник; № 9380; 26 ноября 1854
- Шрейдер, Григорий Григорьевич; бригадир; № 1091; 26 ноября 1794
- Шрейдер, Павел Петрович; генерал-майор; № 6698; 3 декабря 1842
- Шрейдер, Пётр Петрович; полковник; № 2208; 26 ноября 1810
- Шрейдер, Фёдор Егорович; полковник; № 8629; 26 ноября 1851
- Шрейдерс, Василий Христианович фон; премьер-майор; № 778; 26 ноября 1790
- Шрейдерс, Карл Иванович; премьер-майор; № 1119; 26 ноября 1794
- Шрейтер-фон-Шрейтерфельд, Карл Иванович фон; полковник; № 1340; 26 ноября 1802
- Шрейтер-фон-Шрейтерфельд, Леонтий Иванович фон; генерал-майор; № 1304; 26 ноября 1802
- Шривер, Фёдор; секунд-майор; № 367; 26 ноября 1782
- Шруф, Иван Фёдорович фон дер; подполковник; № 3411; 15 февраля 1819
- Шруф, Родион Фёдорович фон; подполковник; № 4470; 18 декабря 1830

## Шт
- Штагман, Христофор Осипович; генерал-майор; № 3536; 16 декабря 1821
- Штаден, Евстафий Евстафьевич; полковник; № 2419 (1052); 24 июля 1812
- Штаден, Иван Евстафьевич; полковник; № 6412; 5 декабря 1841
- Штаден, Карл Николаевич фон; поручик; № 5 (5); 12 марта 1770
- Штакельберг, Василий; секунд-майор; № 103 (82); 8 марта 1771
- Штакельберг, Георгий Карлович фон; генерал-лейтенант; 1 ноября 1905
- Штакельберг, Егор Егорович; полковник; № 9660; 26 ноября 1855
- Штакельберг, Егор Фёдорович; подполковник; № 2493 (1126); 23 декабря 1812
- Штакельберг, Иван Иванович (генерал); бригадир; № 353; 26 ноября 1782
- Штакельберг, Иван Иванович (полковник); полковник; 1 сентября 1915
- Штакельберг, Карл Рудольфович; капитан; № 6882; 3 декабря 1842
- Штакельберг, Константин Петрович; полковник; № 7559; 1 января 1847
- Штакельберг, Максимилиан Карлович; полковник; 21 августа 1915
- Штакельберг, Николай Иванович; полковник; 12 июня 1917
- Штакельберг, Осип Евстафьевич; капитан; № 4170; 26 сентября 1828
- Штакельберг, Отто Антонович (Андреевич); подполковник; № 752 (399); 8 сентября 1790
- Штакельберг, Отто Владимирович; полковник; № 1774 (760); 26 апреля 1807
- Штакельберг, Отто Оттович; полковник; № 3146; 26 ноября 1816
- Штакельберг, Фёдор Максимович; полковник; № 2631; 17 августа 1813
- Шталь, Густав Фёдорович фон; полковник; № 597 (281); 14 апреля 1789
- Штанге, Эдуард Карлович; майор; № 10165; 28 октября 1859
- Штауде, Захар Фёдорович; полковник; № 1652; 5 февраля 1806
- Штевен-Штенгель, Александр Христианович; полковник; № 2984; 8 января 1815
- Штегельман, Евграф Андреевич; генерал-майор; № 7153; 17 декабря 1844
- Штегельман, Павел Андреевич; генерал-майор; № 5352; 6 декабря 1836
- Штегеман, Антон Осипович; полковник; № 2886; 18 марта 1814
- Штегеман, Иван Иванович; подполковник; № 7240; 17 декабря 1844
- Штегер, Эдуард Христианович; майор; № 9191; 26 ноября 1853
- Штегерс, Давид Давидович; генерал-майор; № 1465; 15 декабря 1802
- Штединг, Иван-Роберт Павлович; полковник; 29 сентября 1915
- Штейбе, Николай Александрович; полковник; № 4159; 21 августа 1828
- Штейн, Киприан Демьянович; ротмистр; № 5319; 1 декабря 1835
- Штейн, Матвей Иванович; майор; № 6087; 3 декабря 1839
- Штейн, Николай Фаддеевич; полковник; № 4325; 19 декабря 1829
- Штейнгель, Иван Фёдорович; капитан 2-го ранга; № 740 (387); 6 июля 1790
- Штейнгель, Фаддей Фёдорович; генерал-майор; № 1307; 26 ноября 1802
- Штейнгель, Фёдор (Фёдорович?); секунд-майор; № 840 (453); 26 ноября 1791
- Штейфон, Николай Александрович; прапорщик; 1 марта 1916
- Штемпель, Андрей Христофорович; подполковник; № 3196; 26 ноября 1816
- Штемпель, Иоганн фон; подполковник; № 975; 26 ноября 1792
- Штемпель, Карл Романович; полковник; № 6426; 5 декабря 1841
- Штемпель, Карл Иванович; секунд-майор; № 1124; 26 ноября 1794
- Штемпель, Фридрих Карлович фон; подполковник; № 10254; 30 августа 1869
- Штемпель, Христофор; секунд-майор; № 1270; 26 ноября 1795
- Штемпель, Эрнест Ермолаевич фон; подполковник; № 6777; 3 декабря 1842
- Штенгер, Карл Андреевич; ротмистр; № 2154; 26 ноября 1809
- Штендер, Иван; подполковник; № 93; 25 ноября 1770
- Штендер, Иван Фёдорович; подполковник; № 5013; 3 декабря 1834
- Штенкен, Фёдор; секунд-майор; № 343; 26 ноября 1781
- Штер, Андрей Иванович; подполковник; № 3214; 26 ноября 1816
- Штернбург, фон; премьер-майор; № 907 (481); 18 марта 1792
- Штернштраль, Юлиан Петрович фон; капитан; № 8805; 26 ноября 1851
- Штёссель, Отто фон; полковник прусской службы; № 2937; 19 июля 1814 (de:Otto von Stössel)
- Штессель; подполковник прусской службы; № 2982; 4 ноября 1814
- Штетер, Иван Иванович; секунд-майор; № 1262; 26 ноября 1795
- Штетер, Иван; подполковник; № 4221; 25 декабря 1828
- Штехман, Эрист Осипович; полковник; № 3142; 26 ноября 1816
- Штиле, Густав фон; генерал-лейтенант прусской службы; 27 декабря 1870
- Штиф (Штих, Алексей Михайлович?); майор; № 2604; 11 июля 1813
- Штоквич, Фёдор Эдуардович; майор; 31 декабря 1877
- Штольценвальд, Александр Христофорович; майор; № 9207; 26 ноября 1853
- Штос, Владимир Иванович; капитан; № 8789; 26 ноября 1851
- Штральборн, Василий Карлович; полковник; № 4626; 25 декабря 1831
- Штральборн, Генрих Карлович; подполковник; № 5745; 1 декабря 1838
- Штрандман, Алексей Петрович; генерал-майор; № 960; 26 ноября 1792
- Штрандман, Густав Густавович; премьер-майор; № 53 (54); 1 ноября 1770
- Штрандман, Карл Густавович; штабс-ротмистр; № 2877; 13 марта 1814
- Штранц, Карл Фридрих Фердинанд фон; майор прусской службы; № 2965; 3 августа 1814 (de:Carl Friedrich Ferdinand von Strantz)
- Штрейтенфельд (Трейтенфельд), Егор Иванович; секунд-майор; № 1071 (555); 26 октября 1794
- Штрик, Василий Богданович; полковник; № 5122; 1 декабря 1835
- Штрик, Фёдор Борисович; премьер-майор; № 1059 (544); 15 сентября 1794
- Штрикер, Иван Христианович; полковник; № 4452; 18 декабря 1830
- Штриккер (Штрикер); подполковник; № 154 (133); 19 августа 1771
- Штромберг, Христофор Карлович фон; секунд-майор; № 520; 26 ноября 1787
- Штурм, Павел-Александр Мартынович; поручик; 28 августа 1917 (посмертно)
- Штутергейм, фон; полковник прусской службы; № 2989; 16 февраля 1815

## Шу — Шю
- Шуазёль-Гуфье, Октавий Габриэлевич; премьер-майор; № 1182 (612); 1 января 1795
- Шуберский, Александр Николаевич; полковник; 4 марта 1917
- Шуберт, Фёдор Фёдорович; генерал-майор; № 3882; 26 ноября 1826
- Шуберт, Юлиан Александрович; подполковник; 4 марта 1917
- Шубин, Павел Михеевич; поручик; 26 августа 1916 (посмертно)
- Шувалов, Павел Андреевич (1776); подпоручик; № 1176 (606); 1 января 1795
- Шувалов, Павел Андреевич (1830); генерал-лейтенант; 12 октября 1877
- Шувчинский, Николай Константинович; подполковник; № 5799; 1 декабря 1838. был женат на сестре Георгиевского кавалера Н. Н. Скобельцына, Вере Николаевне
- Шукевич, Иван Людвигович; капитан; 13 октября 1916
- Шуленбург, Георгий-Людвиг; волонтер, полковник датской службы; № 637 (322); 4 мая 1789
- Шуленбург, Людвиг Борисович; полковник; № 5711; 1 декабря 1838
- Шулер фон Зенден, Фридрих; генерал-майор (генерал-лейтенант) прусской службы[8]; около 1813—1815 годов (de:Friedrich Schuler von Senden)
- Шулинус, Карл Леонтьевич; полковник; № 6251; 11 декабря 1840
- Шульга, Никита Несторович; подпоручик; 4 апреля 1917
- Шульгин, Александр Сергеевич; подполковник; № 1961 (869); 20 мая 1808
- Шульгин, Дмитрий Иванович; генерал-майор; № 4054; 26 ноября 1827
- Шульгин, Иван Трофимович; полковник; № 5693; 1 декабря 1838
- Шульгин, Николай Кондратьевич; полковник; № 4702; 21 декабря 1832
- Шульгин, Николай Яковлевич; майор; № 8089; 26 ноября 1848
- Шульгин, Пётр; полковник; № 3106; 26 ноября 1816
- Шульговский, Владимир Николаевич; майор; № 7870; 26 ноября 1847
- Шулькевич, Борис Ананьевич; штабс-капитан; 18 сентября 1915
- Шулькевич, Василий Львович; полковник; 26 апреля 1915
- Шульман, Густав Максимович; полковник; № 3328; 12 декабря 1817
- Шульман, Евстафий Евстафьевич; полковник; № 6758; 3 декабря 1842
- Шульман, Карл-Август Александрович; генерал-лейтенант; 27 сентября 1914
- Шульман, Рудольф Густавович; полковник; № 9676; 26 ноября 1855
- Шульман, Фёдор Максимович; майор; № 1933 (837); 10 апреля 1808
- Шульте, Иван Григорьеивич; секунд-майор; № 705; 26 ноября 1789
- Шульте, Христофор фон; премьер-майор; № 320; 26 ноября 1780
- Шультен, Иван фон; премьер-майор; № 703; 26 ноября 1789
- Шультен, Осип Иванович; майор; № 2545 (1178); 30 января 1813
- Шультиц, Пётр Иванович; премьер-майор; № 506; 26 ноября 1787
- Шульц, Антон Иванович; полковник; № 7573; 1 января 1847
- Шульц, Густав Карлович; майор; № 1868; 26 ноября 1807
- Шульц, Карл Фёдорович; майор; № 3221; 26 ноября 1816
- Шульц, Константин Карлович фон; подполковник; № 7830; 26 ноября 1847
- Шульц, Максим; полковник; № 1483; 15 декабря 1802
- Шульц, Михаил (Максимилиан) Фёдорович фон; капитан 2-го ранга; 29 сентября 1904
- Шульц, Мориц Христианович; капитан; № 5906; 3 декабря 1839
- Шульц, Онни Константинович фон; поручик; 5 мая 1878
- Шульц, Фёдор Фёдорович; генерал-майор; № 4935; 3 декабря 1834
- Шуляк, Максим Григорьевич; прапорщик; 25 июня 1916
- Шуляковский, Александр Игнатьевич; подполковник; № 6997; 4 декабря 1843
- Шумаков, Николай; майор; № 9444; 26 ноября 1854
- Шумаков, Осип Алексеевич; подполковник; № 10057; 26 ноября 1857
- Шумахер, Богдан; премьер-майор; № 435; 26 ноября 1785
- Шумахер, Иван Иванович; полковник; № 4817; 25 декабря 1833
- Шумлянский, Александр Иванович; подпоручик; 5 мая 1917 (посмертно)
- Шумов, Алексей Степанович; лейтенант; № 9600; 11 мая 1855
- Шумов, Дмитрий Петрович; капитан 2 ранга; 19 марта 1907
- Шумовский, Мечислав Иосифович; подпоручик; 26 августа 1916
- Шумский, Антон Васильевич; подполковник; № 7206; 17 декабря 1844
- Шумский, Иосиф Игнатьевич; полковник; № 4540; 28 августа 1831
- Шумский, Марк Игнатьевич; полковник; № 7782; 26 ноября 1847
- Шумский, Фёдор Николаевич; капитан; 29 мая 1915
- Шурман, Леонтий Иванович; премьер-майор; № 433; 26 ноября 1785
- Шутлеворт, Николай Вельянович (Васильевич); полковник; 27 марта 1880
- Шутович, Иван; подполковник; № 689; 26 ноября 1789
- Шуханов, Александр Данилович; генерал-майор; № 3321; 12 декабря 1817
- Шуханов, Даниил Васильевич; секунд-майор; № 469 (242); 18 октября 1787
- Шухарский, Василий Дмитриевич; капитан; № 5333; 1 декабря 1835
- Шушерин, Захар Сергеевич; подполковник; № 2576; 9 мая 1813
- Шушков, Николай Прокофьевич; капитан; № 4609; 16 декабря 1831
- Шушков, Степан Прокофьевич; капитан; № 4611; 16 декабря 1831
- Шютц, Карл фон; подполковник прусской службы; около 1813—1815[9] (de:Karl von Schütz (General))